# Aberdeen (Dakota Południowa)
Aberdeen – miasto w Stanach Zjednoczonych, w stanie Dakota Południowa.
W latach 20. XX wieku liczyło 15 tysięcy mieszkańców. Według spisu ludności w 2019 roku liczyło ponad 28 tys. mieszkańców. W mieście znajduje się Port lotniczy Aberdeen.